# Kalloni FC
O Kalloni Football Club ou Kalloni FC (grego:Π.Α.Ε. Αθλητική Ένωση Λεκανοπεδίου Καλλονής) foi um clube poliesportivo de Kalloni da ilha de Lesbos, Grécia.

## História
O clube foi fundado em maio de 1994, porém teve ascensão meteórica nos anos finais de 2010, saindo da quarta divisão e chegando a primeira divisão entre as temporadas 2013–14 e 2015–16. Rebaixado à terceira divisão nacional em 2017, foi extinto no mesmo ano.
O clube jogava suas partidas no Mytilene Municipal Stadium, com capacidade para 4.000 pessoas.